# I dialoghi delle Carmelitane (opera)

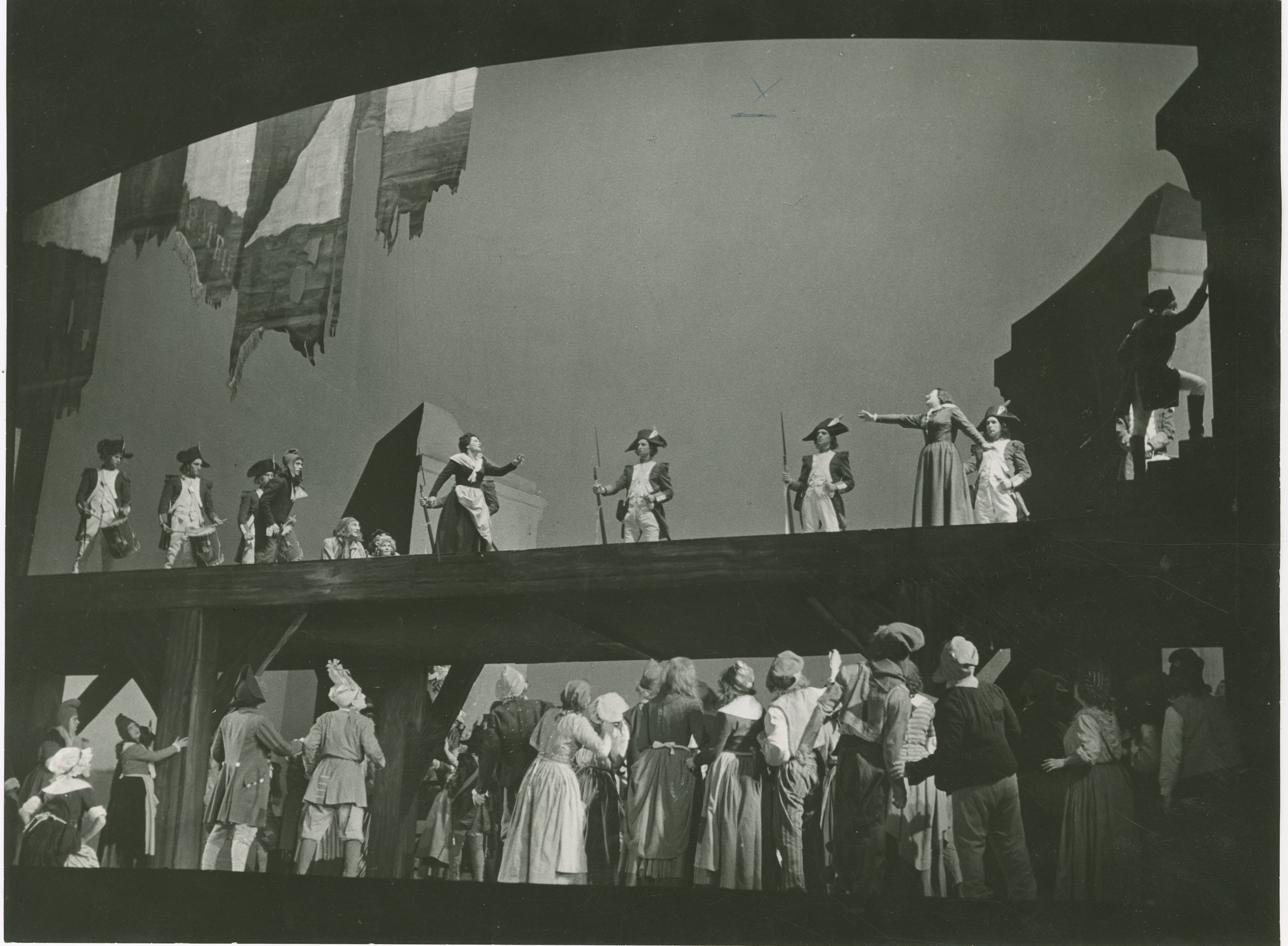
Scena finale del primo allestimento scaligero

I dialoghi delle Carmelitane (Dialogues des Carmélites) è un'opera di Francis Poulenc composta su un libretto tratto dall'omonimo testo postumo di Georges Bernanos.
La storia si ispira a un fatto realmente accaduto, e cioè all'esecuzione, nel luglio 1794, durante il regime del Terrore, di sedici religiose francesi, note come le "martiri di Compiègne", che si erano rifiutate di rinunciare ai loro voti.

## Soggetto
La vicenda aveva dapprima ispirato Gertrud von Le Fort, che aveva scritto un romanzo dal titolo Die Letzte am Schafott ("L'ultima al patibolo", 1931). Quindi, nel 1947, il padre domenicano e regista Raymond Leopold Bruckberger pensò di trarne un film, chiedendo a Georges Bernanos di farne la sceneggiatura. Il progetto non andò in porto, ma i dialoghi scritti da Bernanos furono pubblicati postumi l'anno dopo. Il dramma teatrale riscosse in Francia e all'estero grande successo.
L'idea per un'opera lirica venne per primo all'editore Ricordi che la propose a Poulenc nel 1953. La composizione richiese circa tre anni.

## Rappresentazioni
L'opera andò in scena con successo per la prima volta nella versione in lingua italiana di Flavio Testi il 26 gennaio 1957 al Teatro alla Scala di Milano, come previsto dal contratto con Ricordi: del cast facevano parte Scipio Colombo (il marchese de la Force), Nicola Filacuridi (il cavaliere de la Force), Virginia Zeani (Blanche de la Force), Gianna Pederzini (Madame de Croissy), Gigliola Frazzoni (madre Marie), Eugenia Ratti (sorella Constance), Leyla Gencer (Madame Lidoine), Fiorenza Cossotto (Suor Matilde) ed Alvinio Misciano (Il cappellano del Carmelo) diretta da Nino Sanzogno.
La prima della versione francese ebbe luogo all'Opéra di Parigi cinque mesi dopo, il 21 giugno, diretta da Pierre Dervaux con Rita Gorr e Régine Crespin.
Negli Stati Uniti la première è stata il 20 settembre 1957 al San Francisco Opera diretta da Erich Leinsdorf con Dorothy Kirsten e Leontyne Price.
Al Teatro Verdi (Trieste) la prima è stata il successivo 23 novembre diretta da Oliviero De Fabritiis con Alfredo Kraus, la Pederzini ed Eno Mucchiutti.
Nel Regno Unito la première è stata il 16 gennaio 1958 al Royal Opera House, Covent Garden di Londra diretta da Rafael Kubelík con Joan Sutherland.
Al Wiener Staatsoper la première è stata il 14 febbraio 1959 con Anneliese Rothenberger ed Anton Dermota e fino al 1964 ha avuto 20 recite.
In Scozia nel 1992 avviene la prima nel New Athenaeum Theatre di Glasgow per la Royal Scottish Academy of Music and Drama (RSAMD) nella traduzione di Machlis.